# 尧命发
尧命发（1968年7月—），男，天津大学内燃机燃烧学国家重点实验室主任，教育部长江学者特聘教授，主要从事内燃机燃烧和排放控制、代用燃料燃烧和内燃机数值模拟的研究。

## 生平
1985年，本科毕业于天津大学热能工程系内燃机专业。
1999年，博士毕业于天津大学内燃机燃烧学国家重点实验室。

## 荣誉
国家科技进步二等奖、国家技术发明二等奖、省部级科技奖励4项、
2011年获得国家杰出青年科学基金资助
2013年获国务院政府特殊津贴